# Грандвил Стенли Хол
Грандвил Стенли Хол (на английски: Granville Stanley Hall) е американски психолог пионер и педагог. Неговите интереси се фокусират върху детското развитие и еволюционната теория. Хол е първият президент на Американската психологическа асоциация и първия президент на Университета Кларк. Той става първият от поредицата американски студенти, които отиват да учат при Вилхелм Вунд в Лайпциг, и е там, когато неговата лаборатория е основана.
Фокусът върху детето и въвеждането на метода на въпросниците, довел скоро до разнообразни тестове, които не служат само за измерване на интелектуалните способности, са по-важното съвременно наследство от професионалната кариера на Хол, отколкото всякакви базисни теоретични идеи.